# Arthur Somervell
Sir Arthur Somervell (Windermere, 5 juni 1863 – Londen, 2 mei 1937) was een Engels componist, pianist en muziekpedagoog. Hij geldt als een van de succesvolste liedcomponisten in Engeland.

## Biografie
Somervell kreeg al op zeer jonge leeftijd les van Charles Stanford. Hij studeerde vervolgens bij Friedrich Kiel op het Stern Conservatorium te Berlijn en daarna bij Hubert Parry aan het Royal College of Music, waar hij later ook les ging geven. Hij was lange tijd inspecteur van het muziekonderwijs en volgde in die hoedanigheid John Stainer op als muziekinspecteur bij de onderwijsraad in 1900. In 1920 werd hij gepromoveerd tot hoofdinspecteur en in 1928 ging hij met pensioen. Zijn lange dienstverband leverde hem de titel “Sir” op. Hij overleed 2 mei 1937 op 73-jarige leeftijd. Somervell was de grootvader van de Engelse schrijfster Elizabeth Jane Howard.

## Muziek

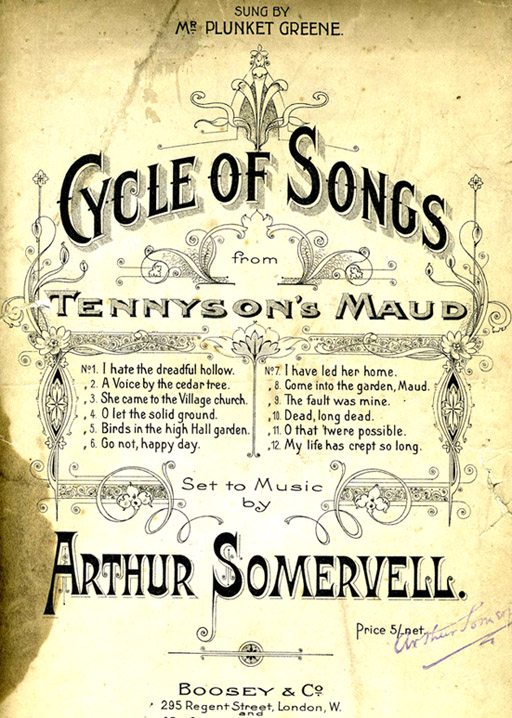
Somervell's "Maud" titelpagina

Somervell is vooral bekend geworden door zijn liederen en zijn koorwerken. Hij zette de gedichten cyclus A Shropshire Lad van Alfred Housman op muziek en Alfred Tennyson’s gedicht Maud en van Robert Browning de gedichten James Lee’s Wife en A Broken Arc. Bekend zijn ook z’n koorwerken The Forsaken Merman (Leeds, 1895), The Power of Sound (Kendal, 1895), Ode to the Sea (Birmingham, 1897) en Intimations of Immortality (Leeds, 1907). In 1917 schreef hij To the Vanguard, een werk ter nagedachtenis aan de Great War. Slechts af en toe worden deze nog wel eens door een plaatselijke koorvereniging uitgevoerd. Volledig achterhaald zijn echter z’n zes ooit populaire kinderoperettes over sprookjesachtige onderwerpen.
Somervell's orkestmuziek is niet uitgebreid. Het omvat de orkestballade Helen of Kirconnell, een ouverture Young April, een vijfdelige suite voor klein orkest In Arcady, en de Symfonie in D-mineur, Thalassa, met zijn opmerkelijke langzame deel getiteld Lost in Action, een muzikaal gedenkteken voor de noodlottige kapitein Scott, die toen op Antarctica verongelukte.
Somervell’s Normandy, een serie symfonische variaties voor piano en orkest, werd voor het eerst uitgevoerd in Queen’s Hall op 17 februari 1913 door het London Symfonie Orkest onder leiding van Arthur Nikisch, met Donald Tovey als solist. Het was het hoogtepunt van Somervells carrière als componist. Tijdens het concert werd ook zijn Thalassa Symfonie uitgevoerd. Het concert was een succes. Het werk werd daarna een repertoire stuk en is verschillende keren uitgevoerd zowel door Tovey als door andere pianisten. De titel "Normandy" verwijst naar het Franse dorp Varengeville-sur-Mer, nabij Dieppe, waar Somervell het thema ruim voor de Eerste Wereldoorlog hoorde. Het thema is slechts acht maten lang en bestaat uit vier groepen van twee maten, elk eindigend met twee dalende halve noten die het voor Somervell mogelijk maakte diverse improvisaties te maken op basis van vijf korte motieven uit de melodie.
Somervell schreef zijn Highland Concerto voor piano en orkest voor de Schotse pianiste Jessie Munro. Het werd voor het eerst door haar uitgevoerd in Guildford met het orkest van Claude Powell onder leiding van de componist in 1921. Jessie Munro speelde het daarna nog een paar keer maar toen verdween het van het repertoire. De thema’s in het pianoconcert zijn origineel Schots en het stuk is opmerkelijk ongecompliceerd. Het openingsthema, met zijn kenmerkende ‘Scotch Snap’, komt in allerlei verschillende hoedanigheden elke keer weer terug, bijna op de manier van de variatievorm. In al zijn muziek is de invloed van Mendelssohn en Brahms duidelijk aanwezig.
Somervell’s muziek wordt tegenwoordig nergens meer gespeeld. Zijn Highland en Normandy Concerto zijn in 2011 voor het eerst op cd vastgelegd door pianist Martin Roscoe op Hyperion Records.